# Chlorestes
Chlorestes és un gènere d'ocells de la subfamília dels troquilins (Trochilidae) dins la família del troquílids (Trochilidae). Aquests colibrís habiten amplament a Amèrica Central i del Sud.

## Llista d'espècies
Se n'han descrit cinc espècies dins aquest gènere:
- Colibrí amazília càndid (Chlorestes candida).
- Colibrí de Julie (Chlorestes julie).
- colibrí maragda de barbeta blava (Chlorestes notata).
- colibrí safir cuadaurat (Chlorestes eliciae).
- colibrí safir gorjablanc (Chlorestes cyanus).